# Robert Gompf
Robert Ernest Gompf (1957) é um matemático estadunidense, especialista em topologia geométrica.
Gompf obteve um Ph.D. em 1984 na Universidade da Califórnia em Berkeley, orientado por Robion Kirby, com a tese On invariant for Casson handles, disks and knot concordants. É professor da Universidade do Texas em Austin.
É fellow da American Mathematical Society. Foi palestrante convidado do Congresso Internacional de Matemáticos em Zurique (1994: Smooth four-manifolds and symplectic topology).

## Obras
- com András I. Stipsicz: 4-manifolds and Kirby calculus, AMS 1999
- A new construction of symplectic manifolds, Annals of Mathematics, Volume 142, 1995, p. 527–595
- com Tomasz Mrowka Irreducible four manifolds need not be complex, Annals of Mathematics, Volume 138, 1993, p. 61–111
- Handlebody construction of Stein surfaces, Annals of Mathematics, Volume 148, 1998, p. 619–693